# Gjensidige
Gjensidige (nor. Gjensidige Forsikring) to norweska firma ubezpieczeniowa, której korzenie sięgają 1816 roku. Jej udział w norweskim rynku ubezpieczeń wynosi 32,1%. Ma siedzibę w Oslo.